# Burgstall Moosburg

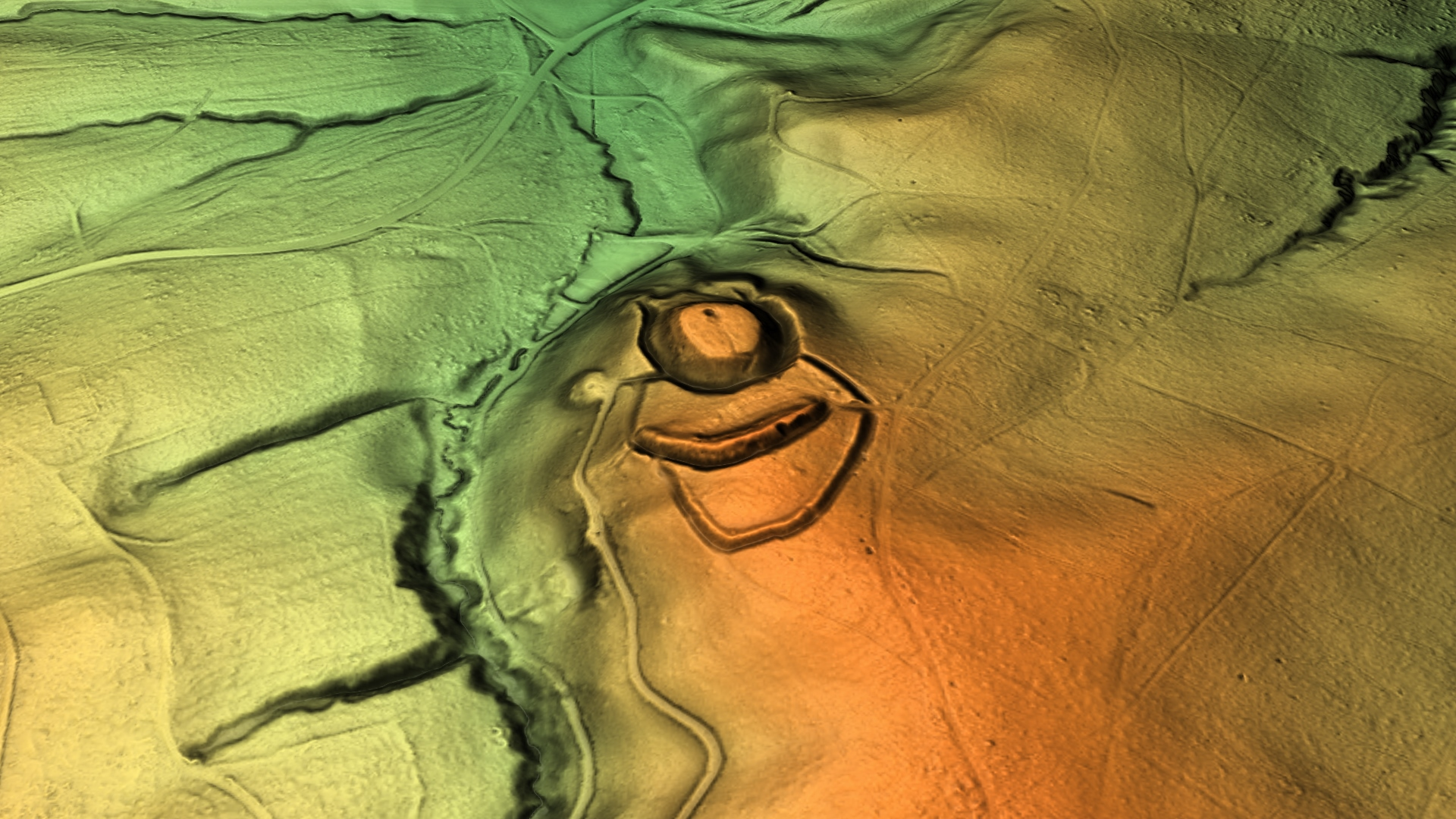
3D-Ansicht des digitalen Geländemodells

Der Burgstall Moosburg liegt etwa 1,5 km östlich von Haselbach, einem Ortsteil der Gemeinde Eppishausen im Landkreis Unterallgäu, Bayern. Das eingetragene Bodendenkmal besteht nur noch aus Graben- und Wallresten. Die Anlage war vermutlich im 12. und 13. Jahrhundert der Sitz der Herren von Haselbach. Bereits 1329 war nur noch ein Burgstall als bischöfliches Lehen von Kirchheim erhalten.
Der Burgstall befindet sich am Steilrand eines Höhenzuges. Ein rundes Plateau von circa 40 Metern Durchmesser befindet sich im Norden der Anlage auf einem, durch natürliche Erosion entstandenen, Spitzkegel. An dieses Plateau schließt sich südlich ein sichelförmiger Halsgraben an. Dieser setzt sich wiederum als Terrasse im nördlichen Bereich des Steilhanges fort. Westlich der Terrasse schließt sich eine Kanzel an, welche von einem Wall abgeriegelt wird. Nach Süden setzt sich die Anlage in einer circa 20 Meter breiten Fläche fort, die in fortgesetzter südlicher Richtung von einem Randwall und Graben eingefasst ist. Vor diesem liegt ein ungefähr dreieckiges Gelände, das selbst von einem kleinen Randwall und Graben umschlossen wird. Auf diesem Gelände befand sich ehemals die Vorburg.

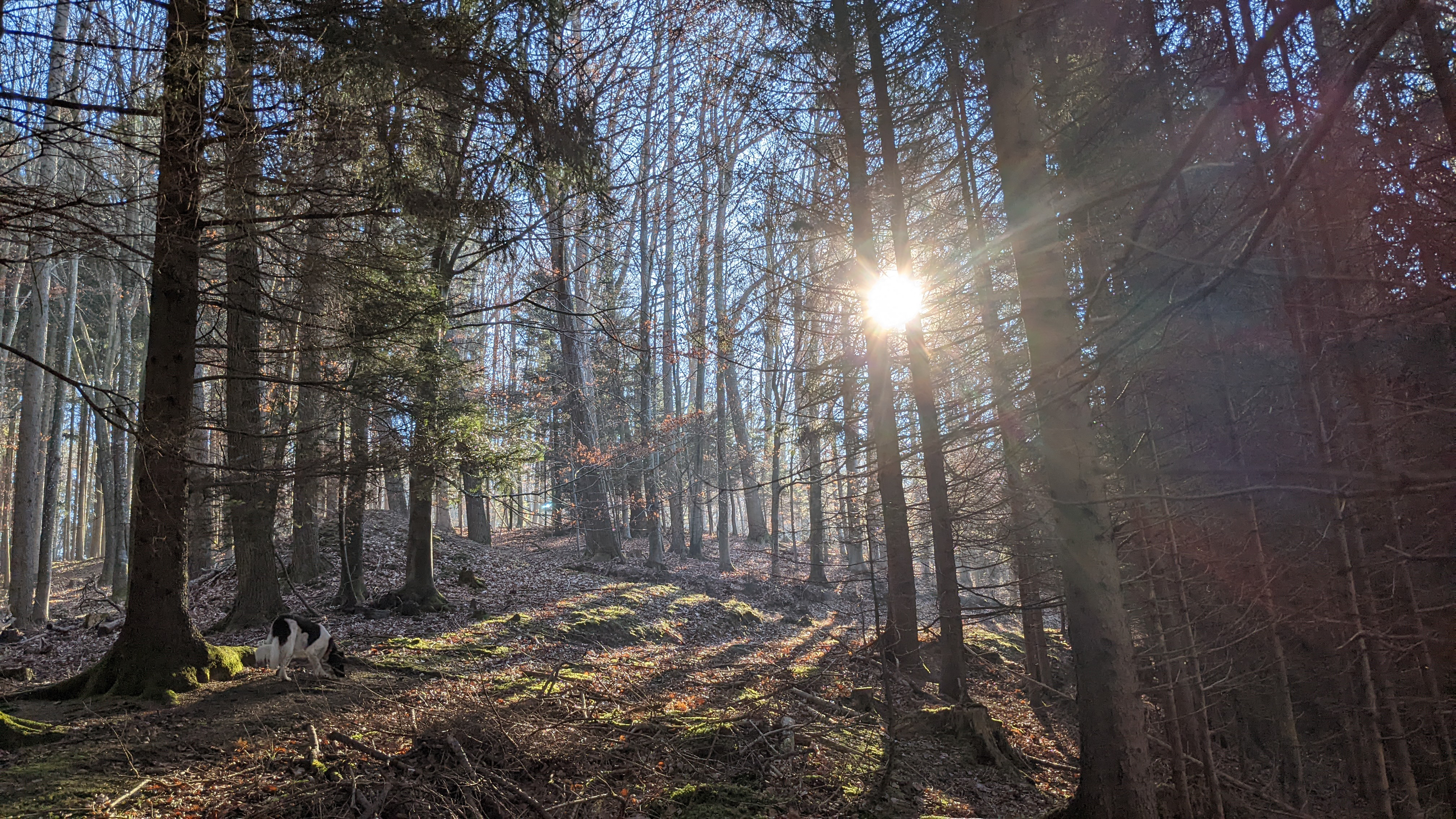
Grabenanlagen im Umfeld
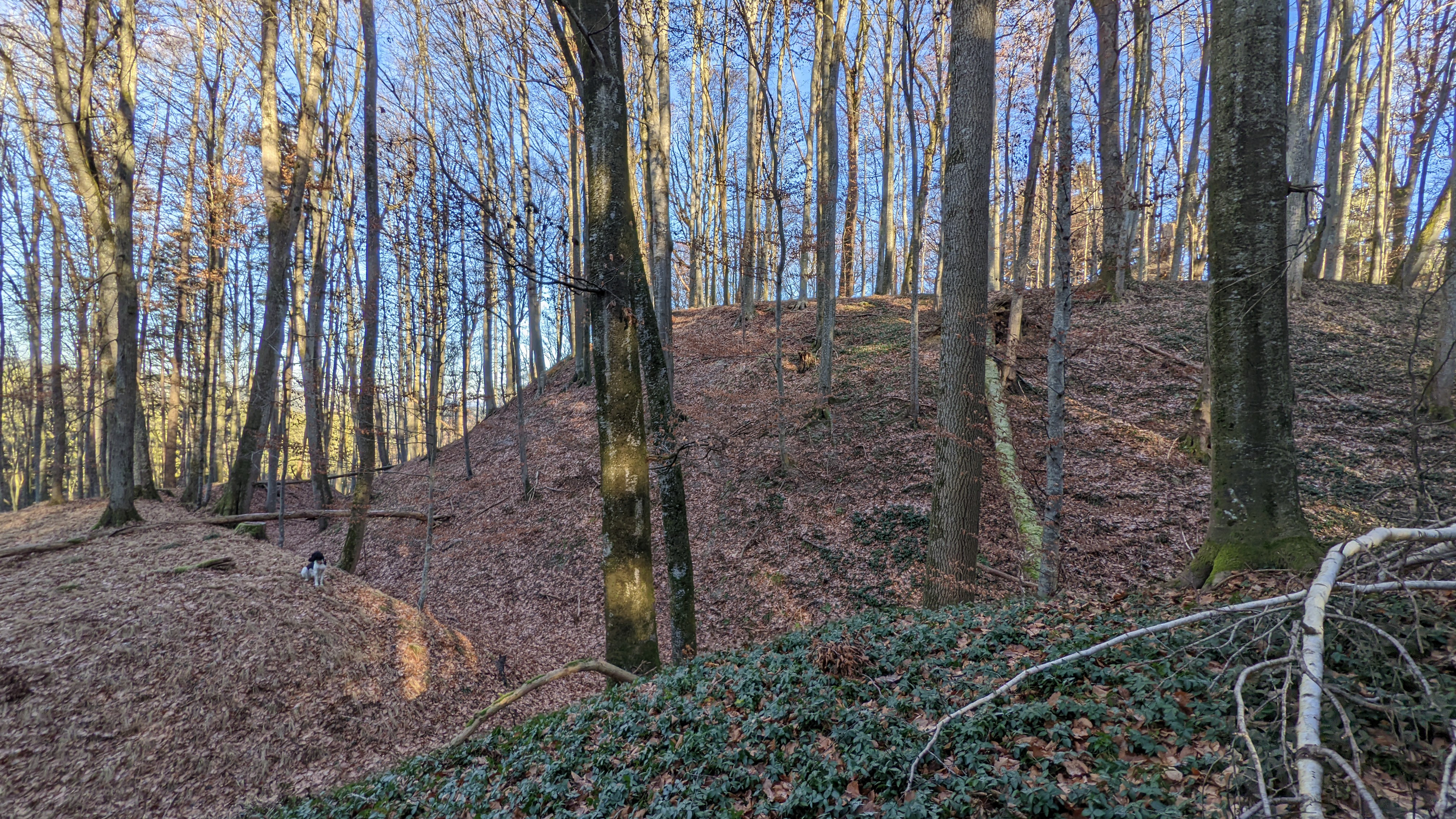
Plateau mit Graben und Wällen
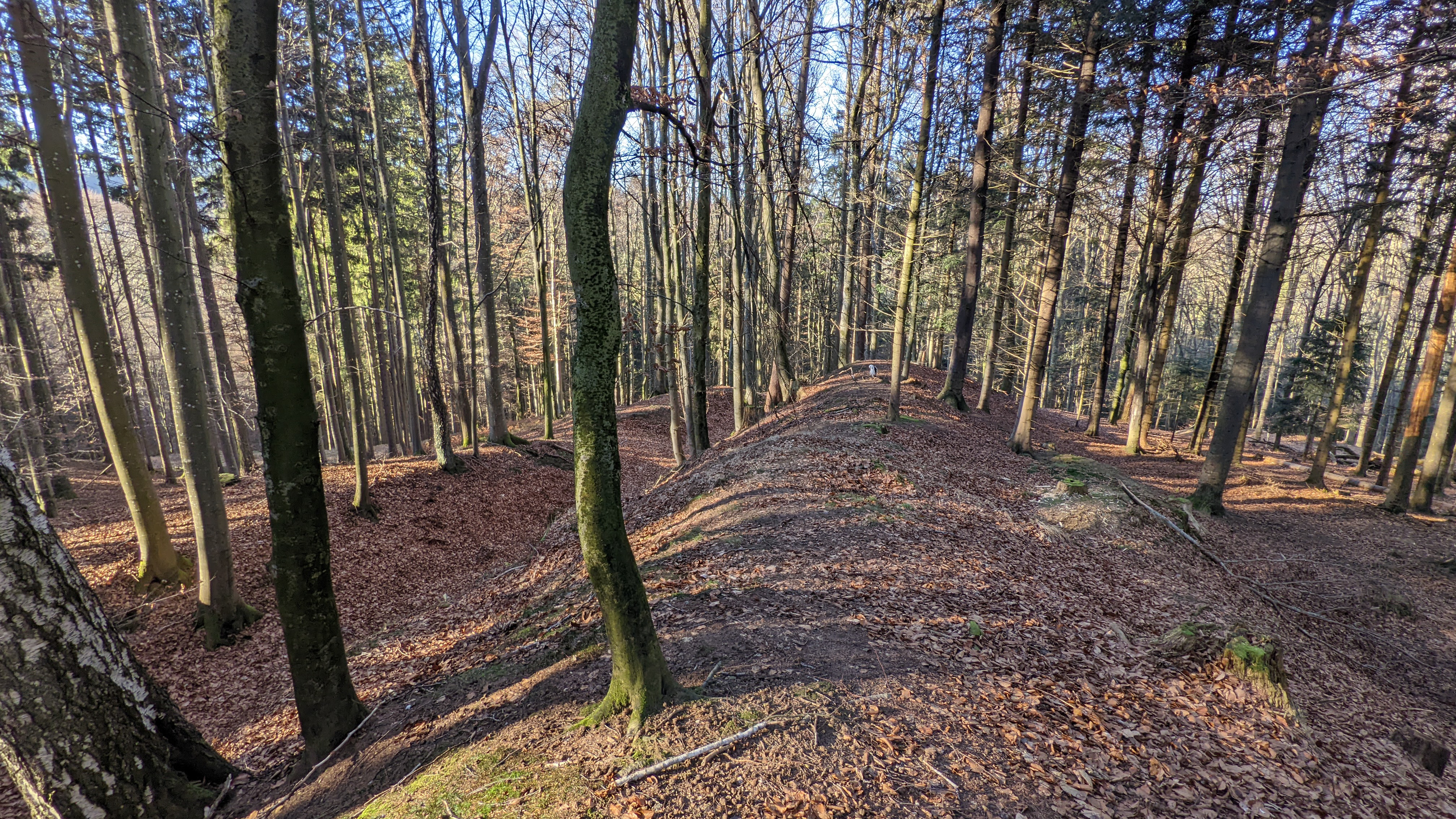
Wall- und Grabenanlagen um die Burg
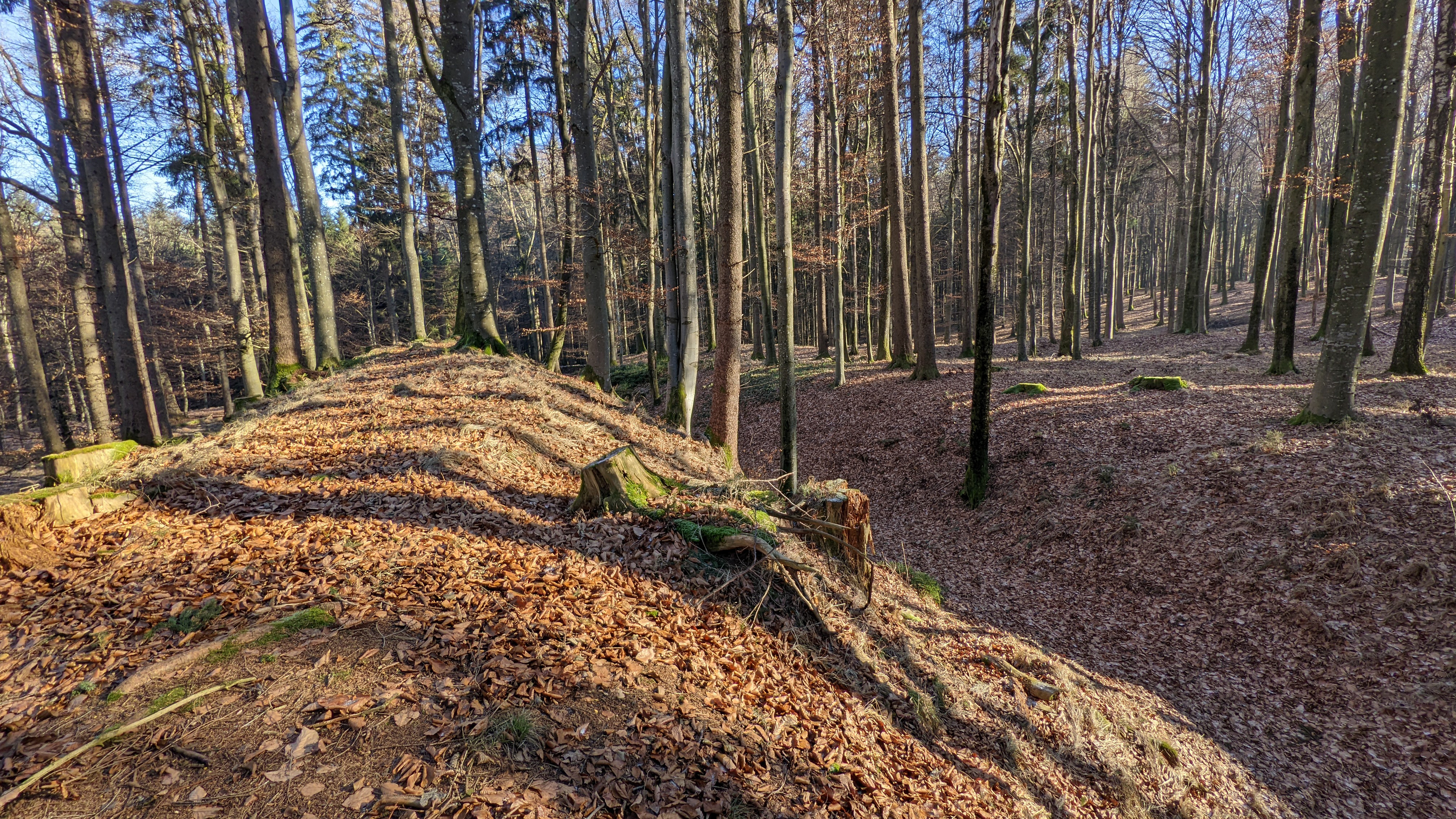
Wall- und Grabenanlagen um die Burg
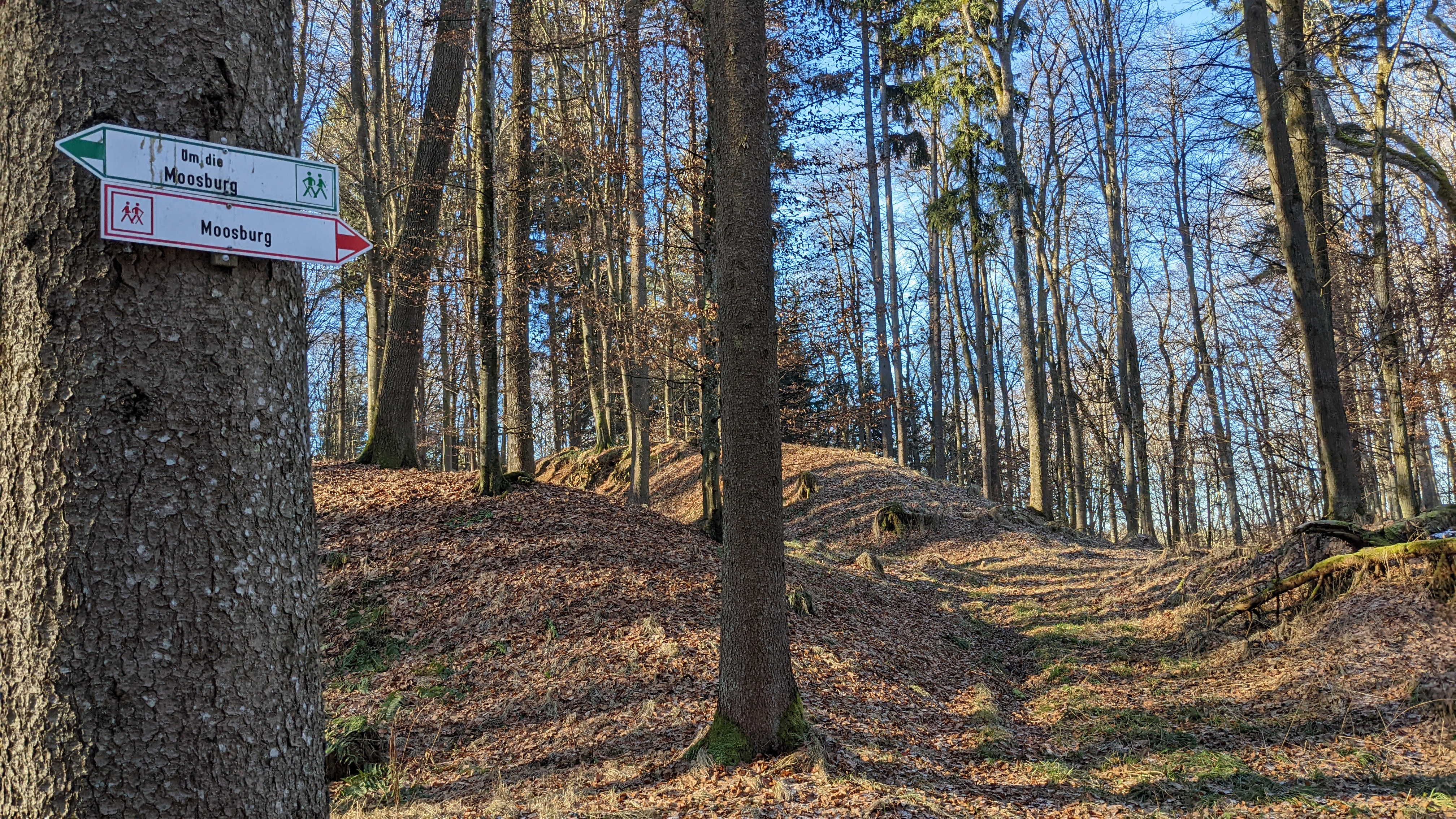
Wegweiser mit Wall- und Grabenanlagen
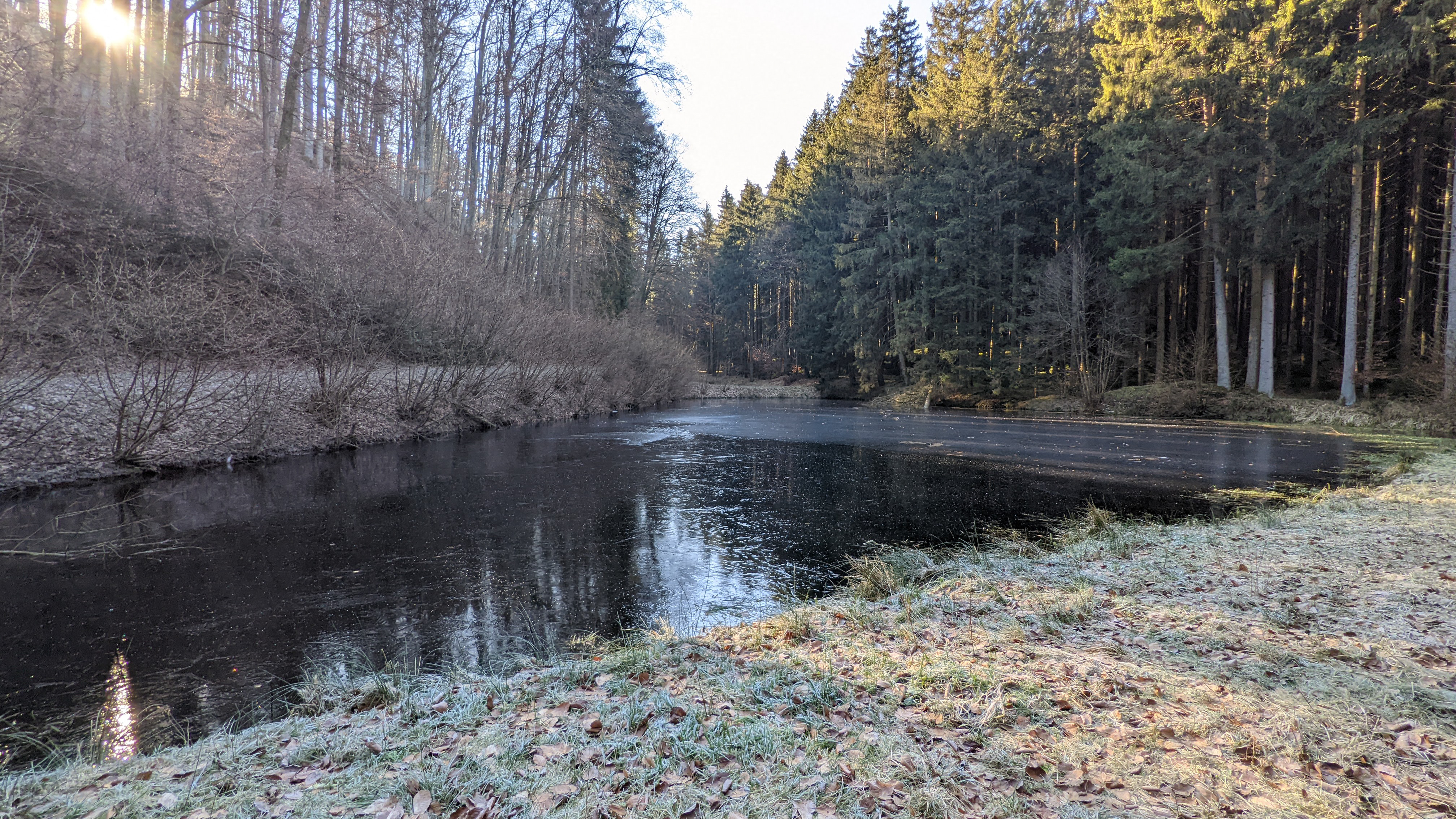
Teichanlage am Fuß der Burghalde